# Caloprymnus campestris
Caloprymnus campestris — вид сумчастих ссавців родини поторових (Potoroidae) ряду кускусоподібних (Diprotodontia).

## Поширення
Цей вид є ендеміком Центральної Австралії. Немає жодних достовірних записів виду з 1935 року, але були непідтверджені спостереження в Квінсленді у сезони дощів у 1956—1957 і 1974—1975 роках.

## Опис
Тіло завдовжки 254—282 мм, хвіст — 297—377 мм, маса 637—1,060 г. Хутро м'яке і густе. Забарвлення верхньої частини тіла світле, жовтувато-охристе, зливається з поверхнею рівнин, на яких цей кенгуру мешкає; нижня частина тіла біла. Вуха довгі, морда безшерста, гола. Хвіст довгий, циліндричної форми, покритий коротким хутром. На шиї знаходяться залози, що виділяють секрет. Відмінною особливістю цього виду є великі та масивні задні ноги (вага кісток задньої кінцівки 12 г). Передні кінцівки маленькі та витончені (вага кісток 1 г).
Пересуваються стрибками відразу на 4 кінцівках, причому не тільки здатні розвивати гарну швидкість, але й дуже витривалі. Один молодий кенгуру виграв у 20-км гонці у двох коней. Живуть на пустельних рівнинах з рідкісною рослинністю. Будують гнізда з трави та листя в ямках, нір не риють. У даху гнізда є отвір, з якого кенгуру висовує голову, щоб оглядати околиці.